# Karl Friedrich Zähringer

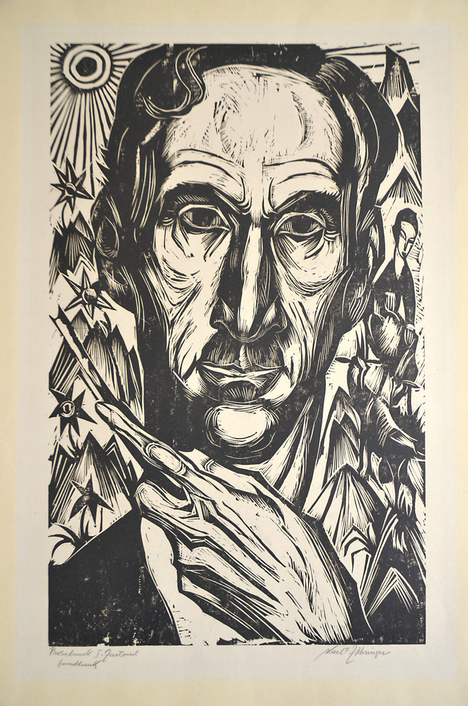
Selbstporträt mit Holzstichel

Karl Friedrich Zähringer (* 24. Mai 1886 in Fützen/Schwarzwald; † 26. Oktober 1923 in Murg (Landkreis Waldshut)) war ein deutscher Holzschneider.
Zähringer studierte an der Kunstgewerbeschule Karlsruhe, was er aus gesundheitlichen Gründen abbrach. Er ließ sich in Baden-Baden nieder, verbrachte drei Jahre im Sanatorium in Davos, dort blieb er künstlerisch tätig. 1919 wurde er aus der Schweiz ausgewiesen und ließ sich in Murg (Baden) nieder.
Er beschäftigte sich hauptsächlich mit dem Holzschnitt. 1921 zeigte er seine Werke gemeinsam mit Emil Bizer und Wilhelm Schnarrenberger auf einer Ausstellung in der Galerie Moos in Karlsruhe. Den Nazis galten seine expressiven Werke als "entartet", und 1937 wurde in der Aktion „Entartete Kunst“ diese Holzschnitte aus dem Museum für Kunst und Heimatgeschichte Erfurt und aus der Städtischen Sammlung Freiburg im Breisgau (Augustinermuseum) beschlagnahmt und danach vernichtet.
Arbeiten Zähringers befinden sich u. a. im Heimatmuseum Murg.

## 1937 als „entartet“ aus öffentlichen Sammlungen nachweislich beschlagnahmte Werke
- Brunnen (Holzschnitt, 44 × 34 cm, 1918)
- Ländliche Szenen (Mappe mit acht Holzschnitten, 1918; Friedrich Dehne Verlag, Leipzig, 1919); z. B. Senn (Blatt 1; 40 × 30 cm)[1]
- Schwarzwälder Bauern (Mappe mit zehn Holzschnitten, 1919; Friedrich Dehne Verlag, Leipzig, 1919); z. B. Blatt 2[1]
- Bauernköpfe (Mappe mit sieben Holzschnitten, 1920; Friedrich Dehne Verlag, Leipzig, 1921); z. B. Blatt 1 (44,9 × 29,9 cm)[1]